# Stefan Kossakowski
Stefan Kossakowski (ur. 20 grudnia 1921 w Stanisławowie, zm. 26 czerwca 2022) – polski weterynarz, profesor doktor habilitowany nauk weterynaryjnych, pułkownik Wojska Polskiego.

## Życiorys
W rodzinnym Stanisławowie uczęszczał do szkoły powszechnej im. Adama Mickiewicza i następnie do I Państwowego Liceum i Gimnazjum im. Mieczysława Romanowskiego w Stanisławowie. W maju 1939 uzyskał świadectwo dojrzałości. W czerwcu tego roku zdał egzamin i został przyjęty na studia medyczne w Centrum Wyszkolenia Sanitarnego Wydziału Medycznego Uniwersytetu Warszawskiego im. Józefa Piłsudskiego. Po wybuchu wojny i po zajęciu przez Armię Czerwoną terenów wschodniej i południowo-wschodniej Polski pracował jako magazynier w centralnym magazynie Zakładów Naprawczych Taboru Kolejowego w Stanisławowie. Następnie  pracował jako robotnik fizyczny w Miejskim Taborze Transportowym (konnym) oraz jako robotnik techniczny w Zakładach Rektyfikacji Spirytusu. W 1943 r. rozpoczął studia na Wydziale Lekarsko - Weterynaryjnym we Lwowie. Pod koniec wojny wraz z rodziną przeniósł się do Jarosławia, a następnie do Krakowa.
Od 1944 roku kontynuował studia na Wydziale Weterynaryjnym Uniwersytetu Marii Curie-Skłodowskiej w Lublinie, które ukończył w kwietniu 1948 uzyskując dyplom lekarza weterynarii.
Od września 1947 do września 1948 pracował jako młodszy asystent i asystent w Katedrze Histologii i Embriologii Wydziału Weterynaryjnego UMCS. Następnie został powołany na kurs przeszkolenia lekarzy weterynarii w Wojskowym Centrum Wyszkolenia i Badań Weterynaryjnych w Puławach. W związku z powiększaniem liczebności armii kurs ten przedłużono do 3 miesięcy i wszystkich kursantów włączono do zawodowej służby wojskowej w korpusie oficerów Służby Weterynaryjnej.
Po nominacji na stopień porucznika został skierowany na stanowisko Szefa Służby Weterynaryjnej w 7 Łużyckiej Dywizji Piechoty w Bytomiu, na etacie której było kilkaset koni. W 1951 został przeniesiony do Wojskowego Centrum Wyszkolenia i Badań Weterynaryjnych w Puławach, gdzie pełnił obowiązki wykładowcy i kierownika Szkoły Podoficerów Weterynarii, kierownika Oficerskiej Szkoły Felczerów Weterynarii i kierownika kliniki doświadczalnej. W okresie tym awansował na stopień majora. W wyniku postępującej mechanizacji armii centrum zostało przekształcone w Wojskowy Ośrodek Naukowo - Badawczy Służby Weterynaryjnej. W Ośrodku tym Kossakowski został kierownikiem Zakładu Toksykologii z Ochroną Radiologiczną, a od 1977 był zastępcą komendanta ośrodka do spraw naukowych. W okresie tym awansował na kolejne stopnie wojskowe podpułkownika i pułkownika. W maju 1989 roku przeszedł na emeryturę.
W 1962 roku na Wydziale Weterynaryjnym Wyższej Szkoły Rolniczej w Lublinie stopień doktora weterynarii na podstawie rozprawy Ocena sprawności pociągowej koni taborowych w maskach przeciwgazowych. W 1971 Rada Wydziału Weterynaryjnego WSR w Lublinie nadała mu stopień naukowy doktora habilitowanego na podstawie rozprawy Wpływ skojarzonego działania subletalnych dawek promieniowania jonizującego i związku fosforoorganicznego na organizm zwierzęcy. Na zlecenie Ministerstwa Nauki, Szkolnictwa Wyższego i Techniki opracował program szkolenia z Ochrony Radiologicznej na Wydziałach Weterynaryjnych oraz prowadził w latach 1966-1969 wykłady i ćwiczenia z tego przedmiotu na Wydziale Weterynaryjnym Akademii Rolniczej w Lublinie. 
W 1969 zorganizował na tym Wydziale Samodzielną Pracownię Toksykologii, którą kierował do 1972 roku. Następnie przeszedł do Instytutu Weterynarii w Puławach na stanowisko kierownika Pracowni Ochrony Radiologicznej i Badań Izotopowych. W  1978 roku Rada Państwa nadała mu tytuł naukowy profesora nadzwyczajnego nauk weterynaryjnych, a w 1988 tytuł profesora zwyczajnego. W Instytucie Weterynarii przeszedł na emeryturę w 1991 roku. Był opiekunem jednej pracy habilitacyjnej i promotorem 7 doktorów w dziedzinie toksykologii doświadczalnej i ochrony radiologicznej.
Był recenzentem dorobku naukowego 4 kandydatów na profesora nadzwyczajnego, recenzentem 8 prac habilitacyjnych i 17 prac doktorskich oraz wielu recenzji prac zlecanych przez redakcje krajowych czasopism naukowych.
Od 1957 jest członkiem Polskiego Towarzystwa Nauk Weterynaryjnych (członek honorowy od 1987). W latach 1968–1969 był przewodniczącym oddziału PTNW w Puławach, w latach 1973-78 sekretarzem naukowym w Zarządzie Głównym PTNW, w latach 1979-1980 i 1983-1984 wiceprezesem, a w latach 1981-1982 oraz 1985-1988 prezesem Zarządu Głównego Polskiego Towarzystwa Nauk Weterynaryjnych. W latach 1975–1990 był członkiem Komitetu Nauk Weterynaryjnych Polskiej Akademii Nauk i członkiem Komitetu Nauk Zootechnicznych PAN (1977-1990). W 1984  został członkiem honorowym towarzystwa Naukowego Medycyny Weterynaryjnej Niemieckiej Republiki Demokratycznej. W maju 1995 został powołany na aktywnego członka Nowojorskiej Akademii Nauk.
Autor i współautor 10 wydawnictw podręcznikowych i skryptowych, w tym podręczników Weterynaryjna Ochrona Radiologiczna (1984) i Promieniotwórcze Skażenia Środowiska (1995). Był autorem i współautorem 212 publikacji w tym 121 prac oryginalnych publikowanych w krajowych i zagranicznych periodykach naukowych.

## Nagrody i wyróżnienia
- Nagroda naukowa redakcji miesięcznika Lekarz Wojskowy (1963)
- dwukrotnie nagroda naukowa II stopnia Zarządu Głównego Polskiego Towarzystwa Nauk Weterynaryjnych (1968, 1974)
- dwukrotnie wyróżnienie naukowe Ministra Obrony Narodowej (1970, 1980)
- nagroda naukowa Ministra Oświaty i Szkolnictwa Wyższego (1970)
- nagroda naukowa III stopnia Państwowej Rady do spraw Pokojowego Wykorzystania Energii Atomowej (1975)
- nagroda naukowa zespołowa II stopnia Ministra Nauki Szkolnictwa Wyższego i Techniki (1976)
- nagroda naukowa Wydziału Nauk Rolniczych i Leśnych Polskiej Akademii Nauk (1985)
- wyróżnienie honorowe Polskiego Towarzystwa Nauk Weterynaryjnych Pro Scientia Veterinaria Polonia (1996)
- Krzyż Oficerski Orderu Odrodzenia Polski (2002)
- Krzyż Kawalerski Orderu Odrodzenia Polski (1976)
- Złoty Krzyż Zasługi (1971)
- Złoty Medal Za zasługi dla obronności kraju
- Srebrny Medal Za zasługi dla obronności kraju
- Brązowy Medal Za zasługi dla obronności kraju
- Złota Odznaka „Za Zasługi dla Obrony Cywilnej”
- Srebrna Odznaka „Za Zasługi dla Obrony Cywilnej”
- Wpis do Honorowej Księgi Czynów Żołnierskich (1987)
- Medal pamiątkowy z okazji 40 lat Wojskowych Nauk Weterynaryjnych
- Medal pamiątkowy z okazji 50 lat Wojskowych Nauk Weterynaryjnych
- Medal upamiętniający setną rocznicę działalności organizacji społeczno zawodowych polskiej Weterynarii
- Medal pamiątkowy Wojskowego Instytutu Higieny i Epidemiologii im. gen. Karola Kaczkowskiego
- Odznaka Za Zasługi dla Województwa Łomżyńskiego
- Medal pamiątkowy 30-lecia Służby Weterynaryjnej Województwa Katowickiego
- Odznaka Honorowa Wyższej Szkoły Rolniczej w Lublinie
- Odznaka „Za wzorową pracę w służbie weterynaryjnej”
- Odznaka „Zasłużony Pracownik Rolnictwa”
- Odznaka Za Zasługi dla Polskiego Towarzystwa Nauk Weterynaryjnych
- Odznaka Za Zasługi dla Województwa Lubelskiego
- Odznaka Zasłużony dla Puław